# Ктырь-ястребница
Ктырь-ястребница (лат. Dioctria atricapilla) — вид хищных двукрылых насекомых из рода Dioctria семейства ктырей.

## Общие сведения
Длина туловища этого вида насекомых составляет от 9 до 12 мм. Размах крыльев — от 7 до 9 мм. Окраска туловища — иссиня-чёрный. Обитают на травянистых лугах и в поросших кустарниками степях Европы и Азии. Встречаются в Европе в Германии, Дании, Франции, Великобритании, Австрии, Швейцарии, Болгарии, в странах Бенилюкса, Финляндии, странах Прибалтики, в Венгрии, Румынии и Молдавии, в Италии, в Белоруссии, Польше и на Украине, в европейской и азиатской частях России; в Азии — на территории Казахстана, Монголии, Ирана и Турции.